# Джеральд Фіцджеральд, 14-й граф Кілдер

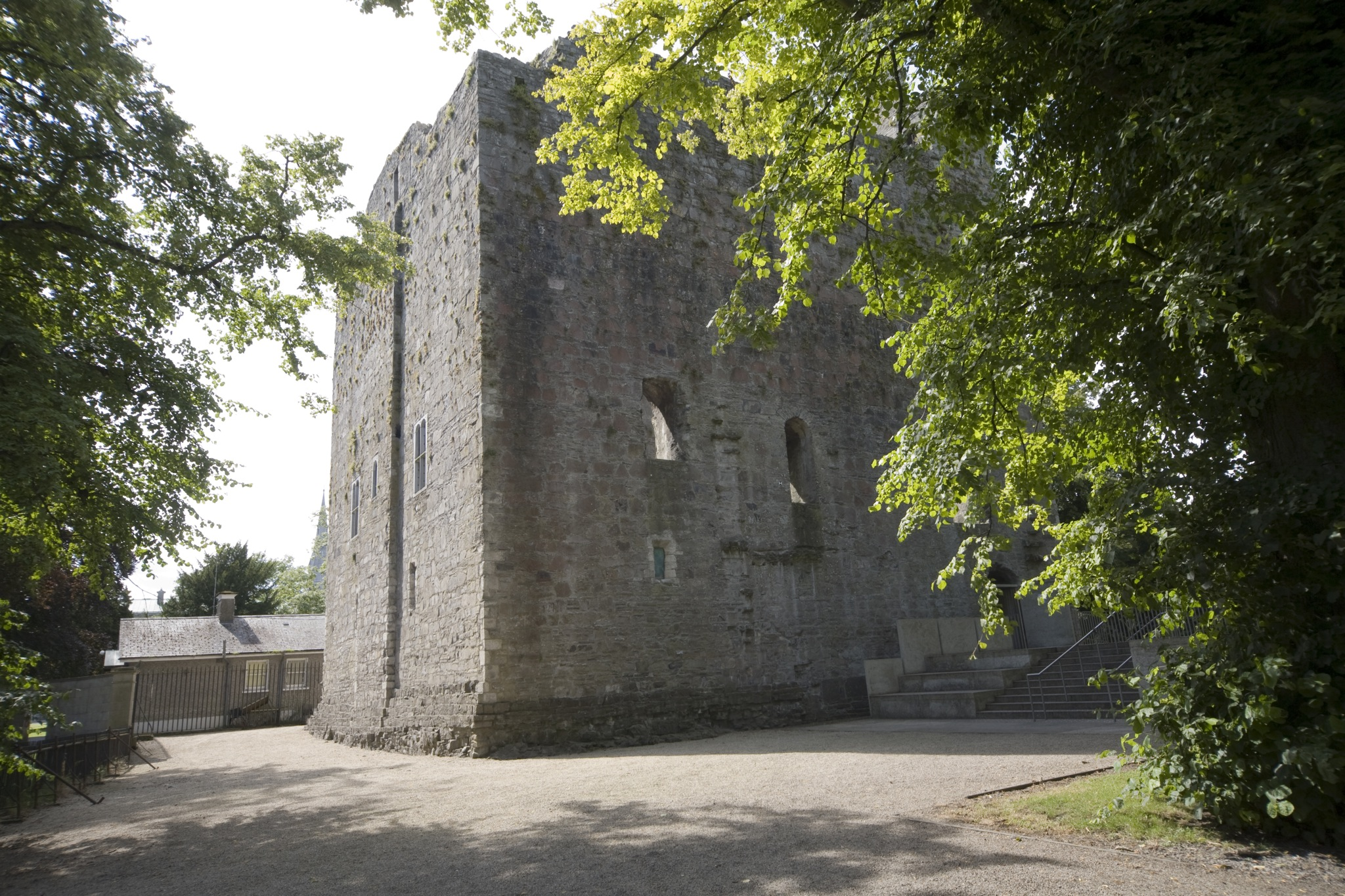
Руїни замку Мейнут.

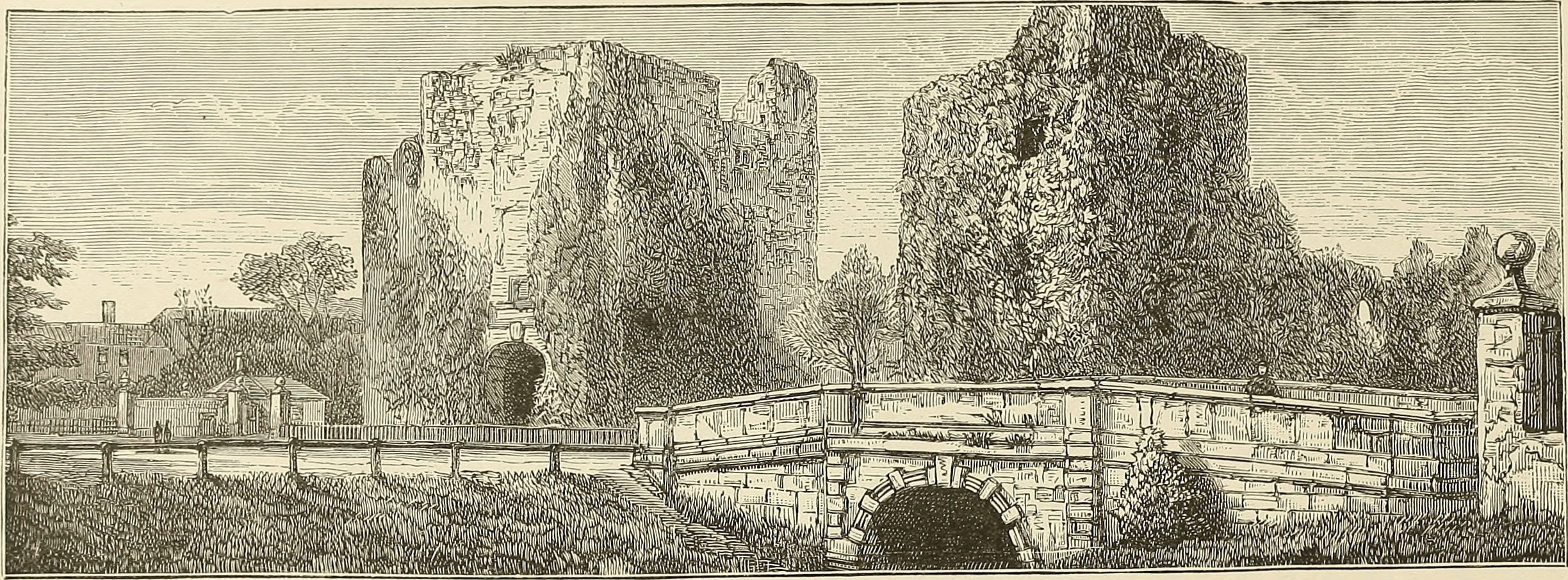
Руїни замку Мейнут у 1885 році. Малюнок.

Джеральд ФітцДжеральд (англ. Gerald FitzGerald, 14th Earl of Kildare; ? — 11 лютого 1612) — XIV граф Кілдер — ірландський аристократ, лорд Оффалі, барон Оффалі, граф, пер Ірландії.

## Історичний фон
Лорд Джеральд ФітцДжеральд був сином Едварда Фітцджеральда — молодшого сина Джеральда Фітцджеральда — ІХ графа Кілдер та його другої дружини Елізабет Грей. Його мати була Агнес Лі — дочка сера Джона Лі Стоквелл, з графства Суррей, що був зведеним братом Катерини Говард — п'ятої дружини короля Англії Генріха VIII.

## Діяльність
Лорд Джеральд ФітцДжеральд був посвячений у лицарі в 1599 році і став наступником свого двоюрідного брата, успадкував титули лорд Оффалі, барон Оффалі, граф Кілдер. Він служив губернатором Оффалі в 1600 році і був комісаром Коннахту в 1604 році.
В останнє десятиліття свого життя він мав багато проблем в зв'язку з судовим позовом його кузини Летиції та її чоловіка. Летиція — єдина дитина в сім'ї старшого сина Джеральда Фітцджеральда — ХІ графа Кілдер і його дружини Мейбл Браун. Летиція розраховувала успадкувати значну частину майна свого діда, але незадовго до його смерті в 1585 році вона була позбавлена своєї частини спадщини. У 1602 році вона подала в суд на графа Кілдер, посилаючись на свою бабусю і стверджуючи, що графиня Мейбл підробила або обманним шляхом змінили заповіт і що граф Кілдер в результаті цього незаконно захопив її власність. Граф Кілдер подав зустрічний позов, стверджуючи, вельми неправдоподібно, що це все злочинна змова Мейбл та Летиції з метою позбавити його володінь. Інцидент, що став досить відомим, тягнувся протягом багатьох років, мав багато слухань у судах в Лондоні та в Дубліні. Граф Кілдер гірко скаржився на неподобства, які були вчинені щодо його особи і розграбування його майна та маєтків, але не зміг довести справу до пуття, справа тривала навіть після того як він і та Мейбл вже померли.

## Родина
Лорд Кілдер одружився з Елізабет — дочкою Крістофера Наджента — V барона Делвін та леді Мері ФітцДжеральд — дочки ХІ графа Кілдер.

## Смерть
Джеральд ФітцДжеральд раптово помер у замку Мейнут в лютому 1612 року, після того, як скаржився на «біль в животі». Маєтки, землі та титули успадкував його малолітній син Джеральд.